# Polinices mediopacificus
Polinices mediopacificus is een slakkensoort uit de familie van de Naticidae. De wetenschappelijke naam van de soort is voor het eerst geldig gepubliceerd in 1979 door Kosuge.